# Zivilrechtslehrervereinigung
Die Zivilrechtslehrervereinigung e. V. (ZLV), die 1950 von Rolf Dietz gegründet wurde, vereinigt die an deutschsprachigen Universitäten auf den Gebieten des Privatrechts tätigen Hochschullehrerinnen und Hochschullehrer. Ihre Tätigkeit dient der Pflege und Vertiefung der Zivilrechtswissenschaft. Der Verein ist beim Amtsgericht Köln unter der Nummer VR 16324 eingetragen.
Die Vereinigung verfolgt wissenschaftliche und rechtspolitische Ziele, nicht hingegen standespolitische. Im Mittelpunkt der Aktivitäten der Vereinigung stehen die im Zweijahresrhythmus an wechselnden Orten stattfindenden Tagungen, auf denen ausgesuchte Referenten über Grundfragen und wegweisende Perspektiven des Privatrechts referieren und sich mit wissenschaftlichen Thesen der Plenardiskussion stellen. Die letzte ordentliche Tagung fand vom 15. bis 17. September 2024 in Heidelberg statt. Zu besonderen Anlässen veranstaltet die Zivilrechtslehrervereinigung Sondertagungen, so zuletzt vom 20. bis 21. April 2012 in Bonn zum Entwurf für ein „Gemeinsames Europäisches Kaufrecht“. Die Teilnahme an den Tagungen ist Mitgliedern und vom Vorstand eingeladenen Gästen vorbehalten. Vorsitzender ist seit 2022 Thomas Pfeiffer, stellvertretende Vorsitzende ist Beate Gsell.
Die Referate werden im Archiv für die civilistische Praxis (Mohr Siebeck, Tübingen) publiziert.